# وایتستاون (ایندیانا)
وایتستاون (به انگلیسی: Whitestown) یک شهر در ایالات متحده آمریکا است که در شهرستان بونی، ایندیانا واقع شده‌است. وایتستاون ۳۵٫۸۸ کیلومتر مربع مساحت و ۲٬۸۶۷ نفر جمعیت دارد و ۲۸۶ متر بالاتر از سطح دریا واقع شده‌است.